# Umar Kayam

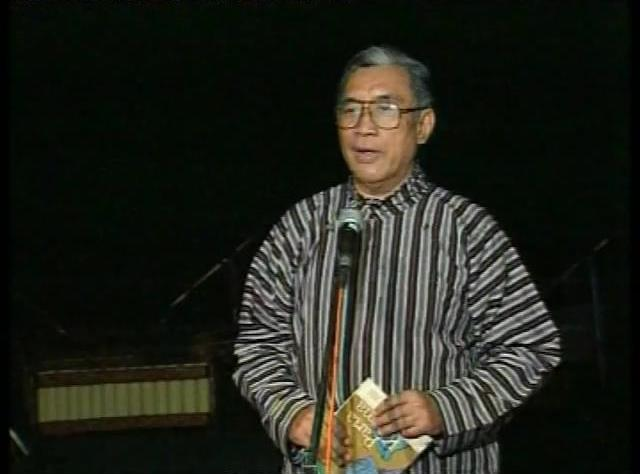
Umar Kayam, 1990er Jahre

Umar Kayam (* 30. April 1932 in Ngawi, Ostjava; † 16. März 2002 in Jakarta) war ein indonesischer Schriftsteller und Medienmanager.

## Leben
Kayam erlebte als Sohn eines Lehrers den holländischen und den japanischen Kolonialismus in seiner Heimat. 1963 erwarb er den Mastertitel an der New York University, promovierte 1965 an der Cornell University in Soziologie und wurde Professor an der Gadjah-Mada-Universität in Yogyakarta, wo er das erste indonesische Campustheater eröffnete. Er war Inhaber wichtiger Positionen im indonesischen Film- und Fernsehbetrieb.

## Werke
Kayam veröffentlichte literatursoziologische Studien und eine Reihe von Kurzgeschichten und Erzählungen, die teilweise in Manhattan spielen. Darin thematisiert er einerseits seine Entfremdungsgefühle in dieser Umwelt und karikiert andererseits die dort herrschenden Stereotypen über Asien und Asiaten. Bekannt wurde er durch seinen im Jahr 1992 erschienenen Roman Para Priyayi (Javanese Gentry) über das Leben eines Lehrers in der Kolonialzeit und seinen sozialen Aufstieg während der Unabhängigkeit und bis zu den politischen und ethnischen Konflikten der 1960er und 1970er Jahre, der 1999 unter dem Titel „Ein Hauch von Macht“ in Deutschland erschienen ist.
- Sri Sumarah. 1975.
- The Soul of Indonesia. 1985.
- Ein Hauch von Macht. Horlemann Verlag, 1999 (Roman, deutsche Übersetzung)
- Javanese Gentry. Lontar Found, 2013 (Roman, englische Übersetzung).
- Fireflies in Manhattan. Typhoon, 2012 (Kurzgeschichten, englische Übersetzung).